# 陸奥出流
陸奥 出流（むつ いずる）は日本の男性声優。主にアダルトゲームに声をあてている。

## 出演作品

### PCゲーム
- -atled-（東名信一[1]）
- -atled- 第二部（東名信一）
- -atled- 第三部（東名信一）

#### 2009
- Distance -ディスタンス-（南瀬 高）

#### 2010
- ゴスデリ -GOTHIC DELUSION-（橙々院 絶火）

#### 2011
- 狗哭（鳴沢 義一）
- 小夜子（荒井 俊夫）
- プリンセスX 僕の許嫁はモンスターっ娘!?（高村綱吉）
- もろびとこぞりて ～JOY TO THE WORLD! THE LORD IS COME～

#### 2012
- -atled- everlasting song（東名 信一）
- 恋めくりクローバー ～いつかの君へ、明日の約束を～（瀬戸 遊佑）
- SINCLIENT
- てにおはっ! ～女の子だってホントはえっちだよ?～（山田・ガーファンクル・義男）
- 初恋1/1（一条）
- プリンセスXFD ～許嫁は終わらない!?～（高村 綱吉）
- ものべの - monobeno -（沢井 透[2]）

#### 2013
- 戦刃乙女 マキナに宿りし心が願うは…（鷲宮 天斗）
- 恋しよっ?（鳴海 正貴）
- 恋めくりクローバー ミニファンディスク（瀬戸 遊佑）
- ChuSingura46+1 -忠臣蔵46+1-（柳沢 吉保）
- プリズム◇リコレクション!（九条 和泉）
- みずカノ! 水着の彼女とHしよっ（海馬 航）
- ものべの -happy end-（沢井 透）
- ラブらブライド（柴崎 翔）
- ラヴレッシブ（秋野 豹悟）
- 我が家のヒメガミさまっ!（阿刀 武雄、端島 至）

#### 2014
- あの晴れわたる空より高く（隼 乙矢[3]）
- 海空のフラグメンツ（清澄 白河）
- ChuSingura46＋1 -忠臣蔵46＋1- 武士の鼓動（柳沢 吉保）
- 夏恋ハイプレッシャー（瀬戸崎 貴優）
- ひこうき雲の向こう側（坂口 哲弥）
- ユニオリズム・カルテット（ロウ・ロアーズ）

#### 2015
- 天ノ空レトロスペクト（難波 総十郎）
- 僕はキミだけを見つめる ～I gaze at only you～（杏藤 七里）
- 私が好きなら「好き」って言って!（シュン）

#### 2016
- あなたをオトコにしてあげる!（芦屋 晶二）
- てにおはっ! 2 ～ねぇ、もっとえっちなコトいっぱいしよ?～（相田）
- まいてつ（赤井 清春）
- ユニオリズム・カルテット A3-DAYS（ロウ・ロアーズ）

#### 2017
- 幕末尽忠報国烈士伝 -MIBURO-（勝　海舟）[4]